# Matthäus von Vernezobre
Matthäus Baron von Vernezobre, auch Mathieu Baron de Vernezobre de Laurieux (* 15. April 1720 in Paris; † 28. April 1782 in Hohenfinow) war ein preußischer Gutsbesitzer und Unternehmer.

## Leben
Matthäus Baron de Vernezobre war ein Sohn des François Mathieu Vernezobre de Laurieux und dessen Ehefrau Marie Henriette, geb. Vernezobre (1698–1748). Er wurde in Paris geboren, bevor seine Eltern 1721 erst nach Holland und dann nach Berlin gingen. Über seine Ausbildung ist nichts bekannt, außer, dass er sich 1737, ebenso wie sein ein Jahr jüngerer Bruder Friedrich Wilhelm, an der Universität in Frankfurt (Oder) einschrieb. Nach dem Tod seines Vaters im Jahr 1748 erbte er die Güter Hohenfinow, Tornow, Sommerfelde und Polßen. In der Erbteilung wurde ihm außerdem das Haus in der Burgstraße in Berlin zum seinerzeitigen Erwerbspreis überlassen, das er 1762 an Daniel Itzig verkaufte. Das Palais in der Wilhelmstraße, das ihm und seinen Geschwistern zur gemeinsamen Verwertung vererbt wurde, wurde 1760 verkauft. Als der französische Botschafter in Berlin, Charles Nicolas Chevalier de La Touche, 1750 von Friedrich II. das Privileg (Octroi) zur Gründung einer Handels-Compagnie in Emden erhielt, wurde Baron Vernezobre als einer von vier Direktoren vorgesehen. 1751 zog der König aber das Privileg zurück.
Vernezobre betrieb dann eine intensive geschäftliche Tätigkeit und im Gegensatz zu seinem Vater bewirtschaftete er die ererbten Güter selbst. Er begann mit der Industrialisierung seines Besitzes.
- Sein erstes Werk war 1753 eine Krappmühle und er richtete 1758 eine Verkaufsniederlage für seine Fabrik in Berlin ein.
- 1754 begann er mit der Einrichtung einer Barchent- und Leinenwarenfabrik, die ab 1774 verpachtet wurde. In unmittelbarer Nähe legte er eine Kolonie an, die nach dem Vornamen seiner zweiten Frau Amalienhof genannt wurde.
- 1758 beteiligte sich Vernezobre bei dem Berliner Kaufmann Konrad Georg Schürmann († 1762) an der Anlage eines Eisenhammers, einer Drahtzieherei und einer Nagelfabrik bei Hohenfinow. Ab 1762 führte er das Unternehmen allein weiter und nannte es nach seiner dritten Ehefrau, Sophie geb. Baronin von Reinfart, Sophienhaus.

1766 erwarb er die Hohenfinow benachbarten Güter Kruge und Gersdorf. Er widmete sich mit Vorliebe dem öffentlichen Interesse. So wurde er 1770 zum Bevollmächtigten der Oderbruch-Genossenschaft gewählt, ein Ehrenamt, das er bis zu seinem Tode behielt. Gleichzeitig war er erster Direktor der Kreisfeuersozietät.

## Familie
Baron von Vernezobre war viermal verheiratet und hatte neun Söhne und zwei Töchter, von denen aber die Mehrzahl jung starb. Die ältere Tochter, Louisa Henriette Charlotte Amalie (1748–1784), war mit Christian Ludwig von der Hagen verheiratet. Die  jüngere Tochter, Amalia Louisa Wilhelmina Ernestina (1753–1787), heiratete 1784 ihren Schwager von Hagen, nachdem ihre Schwester früh verstorben war, starb aber ebenfalls früh. Seinem ältesten Sohn Carl Philipp Ernst (1756–1797), aus seiner Ehe mit Amalie Charlotte Henriette von Cocceji (1729–1757), jüngste Tochter des preußischen Großkanzlers Samuel von Cocceji, hinterließ er die Stammgüter Hohenfinow, Tornow, Sommerfelde und Polßen, sowie die Barchent- und Leinenfabrik und die Draht- und Nagelfabrik. Der Sohn Karl (1766–1799), aus der Ehe mit Caroline Albertine Louise de Forcade, erbte die Güter Kruge und Gersdorf. Der Sohn Friedrich Ludwig (1776–1827) vereinte den Familienbesitz wieder, als er nach dem Tod seines Bruders Carl Philipp Ernst dessen Witwe, Sophia von Schkopp, heiratete und nach dem Tod seines Bruders Karl von den Erben die Güter Kruge und Gersdorf zurückkaufte, die er 1804 verkaufte. Zwischenzeitlich wurde Friedrich Ludwig von Vernezobre noch Ritterschaftsrat und Landrat des Landkreises Oberbarnim. Als Friedrich Ludwig 1827 starb, wurde über seinen Nachlass der Konkurs eröffnet und 1833 wurden alle Güter verkauft.